# Malton
Malton is een civil parish in het bestuurlijke gebied Ryedale, in het Engelse graafschap North Yorkshire met 4888 inwoners.